# Phoebastria albatrus
El albatros de cola corta o albatros de Steller (Phoebastria albatrus) es una especie de ave procelariforme de la familia Diomedeidae. Es autóctona del Pacífico norte.

## Galería

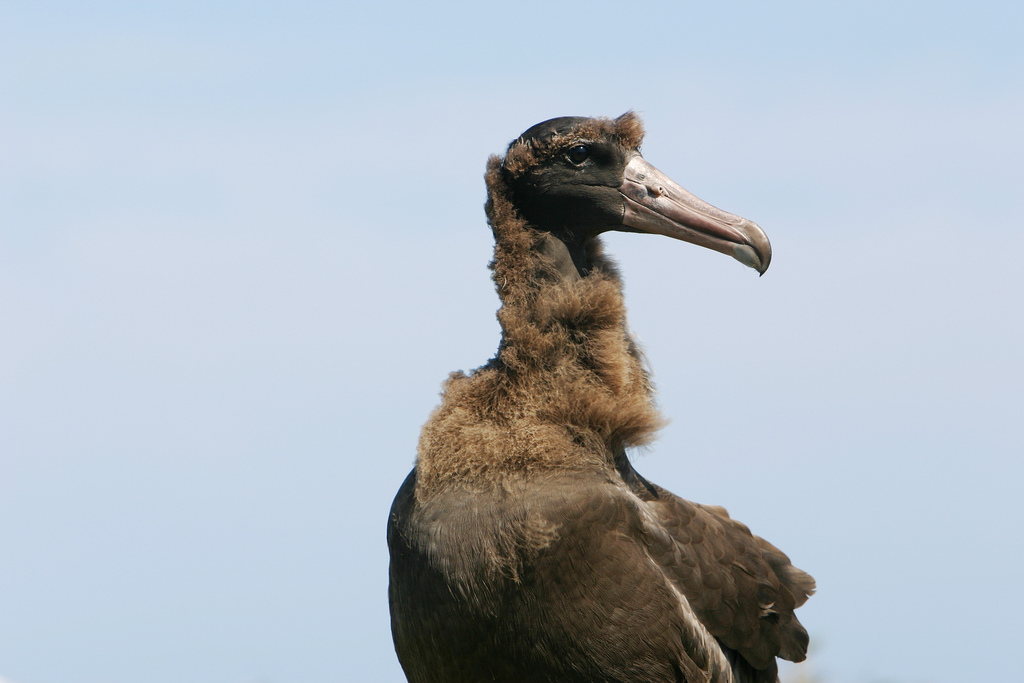
Uno de los muchos polluelos trasladados a la isla Muko-jima, Japón.

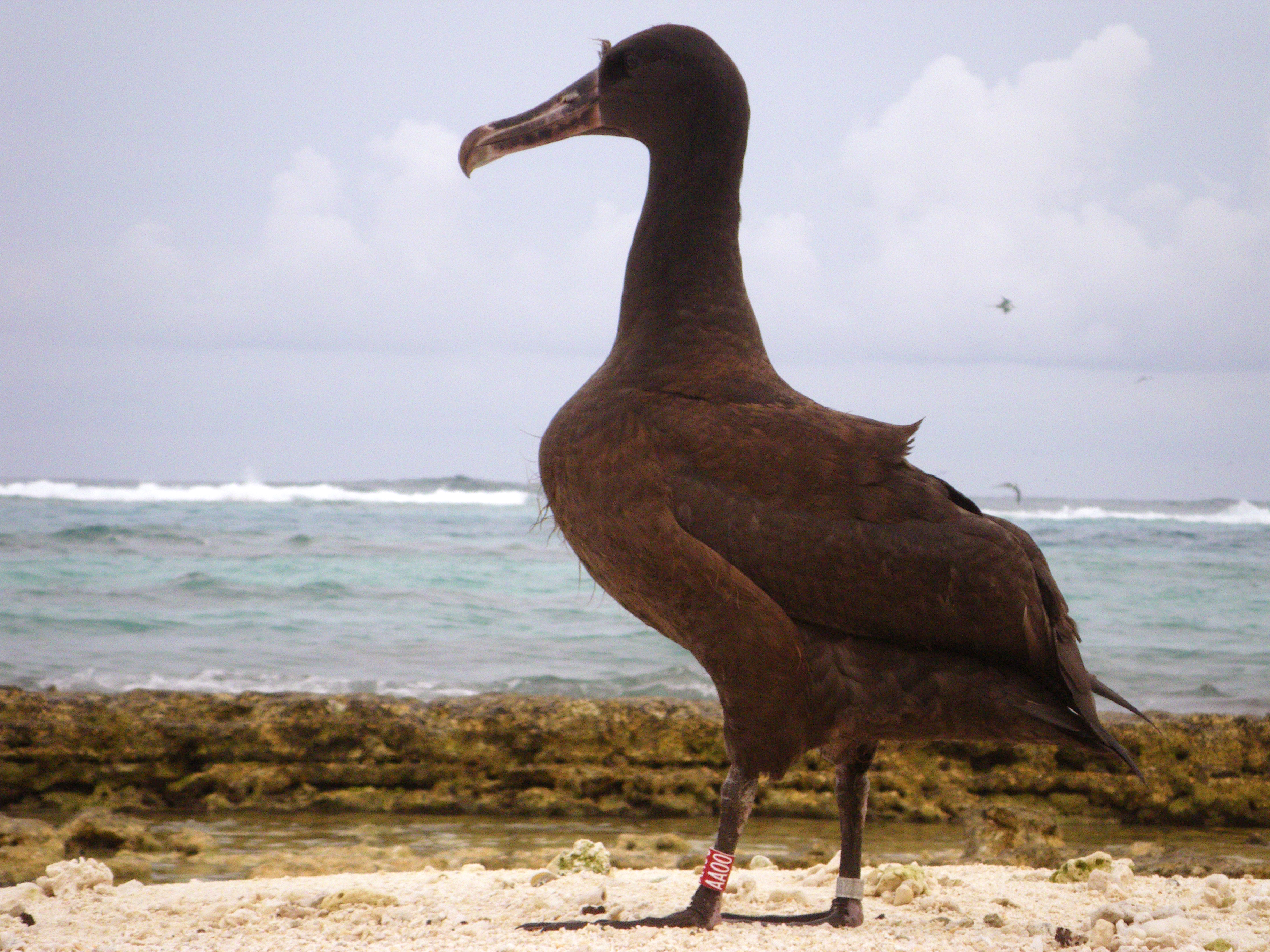
Un polluelo justo antes de que saliera del archipiélago Hawaiano.